# Apherusa sarsi
Apherusa sarsi är en kräftdjursart som beskrevs av Robert Alan Shoemaker 1930. Apherusa sarsi ingår i släktet Apherusa och familjen Calliopiidae. Inga underarter finns listade i Catalogue of Life.